# Miliza Korjus
Miliza Korjus, nome completo Miliza Elizabeth Korjus (Varsavia, 18 agosto 1909 – Culver City, 26 agosto 1980), è stata un soprano e attrice estone.

## Biografia
Nata a Varsavia (che al tempo apparteneva all'impero russo) da genitori estoni, si trasferì da piccola a Kiev, dove studiò al conservatorio, prima di tornare in patria dove iniziò a tenere concerti.
Nel 1929, dopo il matrimonio con un fisico, si trasferì in Germania e venne ammessa al Teatro dell'Opera di Stato. Approdata a Hollywood nel 1936, la sua interpretazione nel film Il grande valzer le valse una candidatura ai Premi Oscar 1939 come miglior attrice non protagonista.
Mentre preparava un nuovo film, rimase coinvolta in un grave incidente d'auto che compromise l'utilizzo della sua gamba sinistra per molti mesi.
Ritornata a cantare nel 1941, nel corso della seconda guerra mondiale visse in Messico. Dopo essersi stabilita a Los Angeles ed essersi risposata, si ritirò dalle scene nel 1952. Morì di infarto nel 1980.

## Filmografia
- Lo studente di Praga (Der Student von Prag), regia di Artur Robison (1935)
- Il grande valzer (The Great Waltz), regia di Julien Duvivier e, non accreditati, Victor Fleming, Josef von Sternberg (1938)
- Caballería del imperio